# Keyara Wardley
Pour les articles homonymes, voir Wardley.

b Matchs officiels uniquement.
Keyara Wardley, née le 27 janvier 2000 à Calgary (Canada), est une joueuse internationale canadienne de rugby à sept. 

## Biographie
Keyara Wardley naît le 27 janvier 2000 à Calgary au Canada.
Avant de s'intéresser au rugby à XV, Wardley joue au volley-ball, au basket-ball, fait de l'athlétisme, mais elle est aussi danseuse. Elle danse pendant quatorze ans. Wardley est formée au ballet, aux claquettes, au jazz, à la danse moderne, à la dance contemporaine et au hip-hop.
En 2018, Wardley fait partie de l'équipe canadienne de rugby à sept qui remporte la médaille de bronze aux Jeux olympiques de la jeunesse. 
En juin 2021, Wardley est sélectionnée avec l'équipe du Canada de rugby à sept pour le tournoi des Jeux olympiques de Tokyo,⁣. 
L'année suivante, elle représente le Canada à la Coupe du monde de rugby à sept 2022 au Cap,. Le Canada se classe sixième au classement général après avoir perdu contre les Fidji lors de la finale pour la cinquième place,.  
En 2024, elle est retenue pour les Jeux olympiques d'été à Paris, en France. L'équipe remporte la médaille d'argent, remontant un retard de 12 à 0 pour vaincre l'Australie 21 à 12 en demi-finale, avant de perdre la finale contre la Nouvelle-Zélande,.  